# Labiális hang
A labiális, más néven ajakhang, olyan beszédhang, amelynek képzésében valamilyen formában az ajkak működnek közre.
A labiális mássalhangzók vagy mindkét ajakkal (bilabiális), vagy az alsó ajakkal és a felső fogsorral (labiodentális) képzett hangok. Ilyen mássalhangzók a magyarban a következők:
- zárhangok: b, p;
- réshangok: f, v;
- orrhang: m.

A labiális magánhangzókat az ajkak kerekítésével képezzük. Ilyenek az a, o, u, ö, ü.